# NGC 5415
NGC 5415 est une vaste galaxie elliptique relativement éloignée et située dans la constellation des Petite Ourse. Sa vitesse par rapport au fond diffus cosmologique est de 8 890 ± 28 km/s, ce qui correspond à une distance de Hubble de 131,1 ± 9,2 Mpc (∼428 millions d'al). NGC 5415 a été découverte par l'astronome américain Lewis Swift en 1886.